# 退省庵
退省庵，又名彭慈德堂，彭家花园，宫保第，为彭玉麟在今衡阳市珠晖区湘江东岸的故居。2004年，衡阳市委、市政府在附近的杨氏家庙内重修，改名退省庵，以纪念彭玉麟，为衡阳市文物保护单位。清代的“退省庵”为彭玉麟在杭州西湖建立，位于今三潭印月景点。

## 历史沿革
彭玉麟在1869年回衡时建立了彭慈德堂，又名“彭家花园”、“彭公馆”、“宫保第”、“退省庵”，位于今珠晖区湘江东岸唐家巷巷尾。
彭公馆内有三间小屋，一个池塘，塘中有一个亭子，亭子边有一片梅园。屋坐东朝西，砖木结构，穿斗式梁架，分为门厅、南北厢房三个部分，现仅保留前幢。
抗战时期，彭家花园被炸毁。抗战胜利后，国民政府将彭家花园作为训练场使用。
据彭玉麟曾孙彭小兵回忆，彭家最后三间平房（原来的马厩）在1975年卖给了居委会。
2004年9月，衡阳市委、市政府利用附近的杨氏家庙重修，改名退省庵纪念彭玉麟。杨氏家庙为湖北巡抚杨健回衡所建，后面的花园为杨氏家族私塾，民国时改名“养正高级完小”。
2006年3月20日，衡阳市政府公布退省庵为衡阳市级文物保护单位。

## 建筑
在杨氏家庙上重修的退省庵门厅下面悬挂彭玉麟亲笔所书的“退省庵”门额匾牌、左右挂有彭玉麟自作联：“水得闲情，山多画意；门无俗客，楼有赐书。”
- 彭玉麟和梅姑塑像
- 后院里的梅花
- 退省庵屋后
- 后门

## 其他故居
在全国范围内，彭玉麟故居还有两处，一处在彭玉麟家乡衡阳县渣江镇。另一处在彭玉麟出生地安徽省安庆市。